# Abebe Negewo
Abebe Negewo (* 20. Mai 1984) ist ein äthiopischer Langstreckenläufer.
Seinen ersten Marathon lief Negewo beim Vienna City Marathon 2009, den er auf Platz 4 mit 2:09:52 h beendete. Im selben Jahr gewann er Bronze in der Teamwertung bei den Halbmarathon-Weltmeisterschaften 2009 in Birmingham.
2012 gewann er den Halbmarathon in Niort und 2013 den Paris-Halbmarathon. Einen weiteren Halbmarathonsieg sicherte er sich 2013 in Nanning mit einer Endzeit von 1:02:55 h.
Am 22. März 2015 gewann er erstmals auf der vollen Distanz beim Rom-Marathon mit 2:12:23 h.

## Persönliche Bestzeiten
- 15-km-Straßenlauf: 42:58 min, 15. September 2013. Ústí nad Labem
- Halbmarathon: 1:00:40 h, 15. September 2013, Ústí nad Labem
- Marathon: 2:08:46 h, 20. Oktober 2013, Peking